# Boisyvon
Boisyvon település Franciaországban, Manche megyében. Lakosainak száma 100 fő (2022. január 1.). Boisyvon Saint-Aubin-des-Bois, La Chapelle-Cécelin, Coulouvray-Boisbenâtre, Saint-Martin-le-Bouillant, Saint-Maur-des-Bois és Noues-de-Sienne községekkel határos.

## Népesség
A település népességének változása:
| Lakosok száma | 152  | 116  | 105  | 117  | 103  | 110  | 113  | 116  | 110  | 100  |
|               | 1968 | 1982 | 1990 | 2006 | 2013 | 2015 | 2017 | 2019 | 2020 | 2022 |